# Vyšebrodský cyklus
Vyšebrodský cyklus patří k nejvýznamnějším památkám evropské gotické malby. Tvoří jej devět deskových obrazů, představujících scény z christologického cyklu – dětství Ježíše Krista, Kristovo utrpení a Zmrtvýchvstání. Skupiny vyobrazení zároveň odpovídají nejdůležitějším církevním svátkům. V letech 1345–1350 vznikly tyto malby v dílně Mistra Vyšebrodského oltáře, sídlící pravděpodobně v Praze.
Obrazy byly buď určeny pro čtvercový oltářní retábl nebo zdobily chórovou přepážku kostela (letner) v cisterciáckém klášteře ve Vyšším Brodě. Objednatelem byl patrně nejvyšší komoří Království českého Petr I. z Rožmberka, který klášter finančně podporoval. Cyklus obrazů vzácně zachovaného kompletního gotického oltářního retáblu (nepanuje však 100% shoda, že šlo o retábl, tj. oltářní nástavec stojící na oltářní menze. Uvažuje se i o zavěšení na chórových lavicích či letneru – viz výše) je po nedávné restituci původnímu vlastníkovi – cisterciáckému opatství ve Vyšším Brodě – jako dlouhodobá zápůjčka vystaven ve stálé expozici Sbírky středověkého umění Národní galerie v Praze. Podle Hany Hlaváčkové mohl být celý cyklus ve skutečnosti zhotoven ke korunovaci Karla IV (1347) ve Svatovítské katedrále, která byla v té době nedokončená a obrazy mohly zakrýt probíhající stavební práce. Autorka se domnívá, že obrazy byly zavěšeny v řadě mezi chórem a hlavní lodí za oltářem sv. Kříže. Svědčí o tom i poškození od plamene svíček, které restaurátoři nalezli pouze na středním triptychu. V písemnostech kláštera ve Vyšším Brodě se o obrazech nezachovala žádná zmínka a v tamním kostele není ani vhodné místo pro celý cyklus. Proto se někteří badatelé domnívají, že tam byl Vyšebrodský cyklus přemístěn až druhotně.

## Popis
Desky o rozměru cca 990 x 920 mm (v rozměrech jsou mezi deskami nepatrné rozdíly) sestávají každá ze tří javorových prken silných 20 mm, spojených kolíčky a potažených lněným plátnem. Podkresba na křídovém podkladě je provedena uhlem a rytím, malba temperou. Pojidlem pigmentů je želatina. Jako podklad zlacení slouží tmavě fialový poliment, pod stříbrnou fólií je poliment oranžovo-žlutý. Mistr vyšebrodského oltáře použil zejména při vrstvení inkarnátů složitý systém vrstev a podmaleb, který pochází z byzantské malířské tradice a nemá v tehdejší středoevropské malbě obdoby. Shodná technika malby na všech deskách potvrzuje, že vznikly v jedné dílně. Přestože mohla probíhat vzájemná výměna motivů, materiálů i jednotlivých umělců s iluminátory rukopisů, dílna zaměřená na deskové obrazy a nástěnné malby fungovala samostatně.
Cyklus obsahuje trojice souvisejících výjevů z christologického cyklu, které jsou rozvrženy tak, aby centrální scénu tvořilo Ukřižování. Jsou určeny k meditaci věřících a vážou se k hlavním církevním svátkům. Řada motivů, které Mistr Vyšebrodského oltáře v českém malířství užil poprvé, skrývá symboly odkazující k evangeliím, apokryfům a středověkým teologickým textům (vazba také na Píseň písní, texty sv. Bernarda z Clairvaux).

### Dolní řada
Dolní řada obrazů představuje výjevy z Kristova dětství a vztahuje se k Adventu (resp. Zvěstování k jarnímu svátku 25.3.) a Vánočním svátkům. Charakterizuje je zářivá barevnost a světlé tóny barev kombinované se zlatem.
- Zvěstování Panně Marii

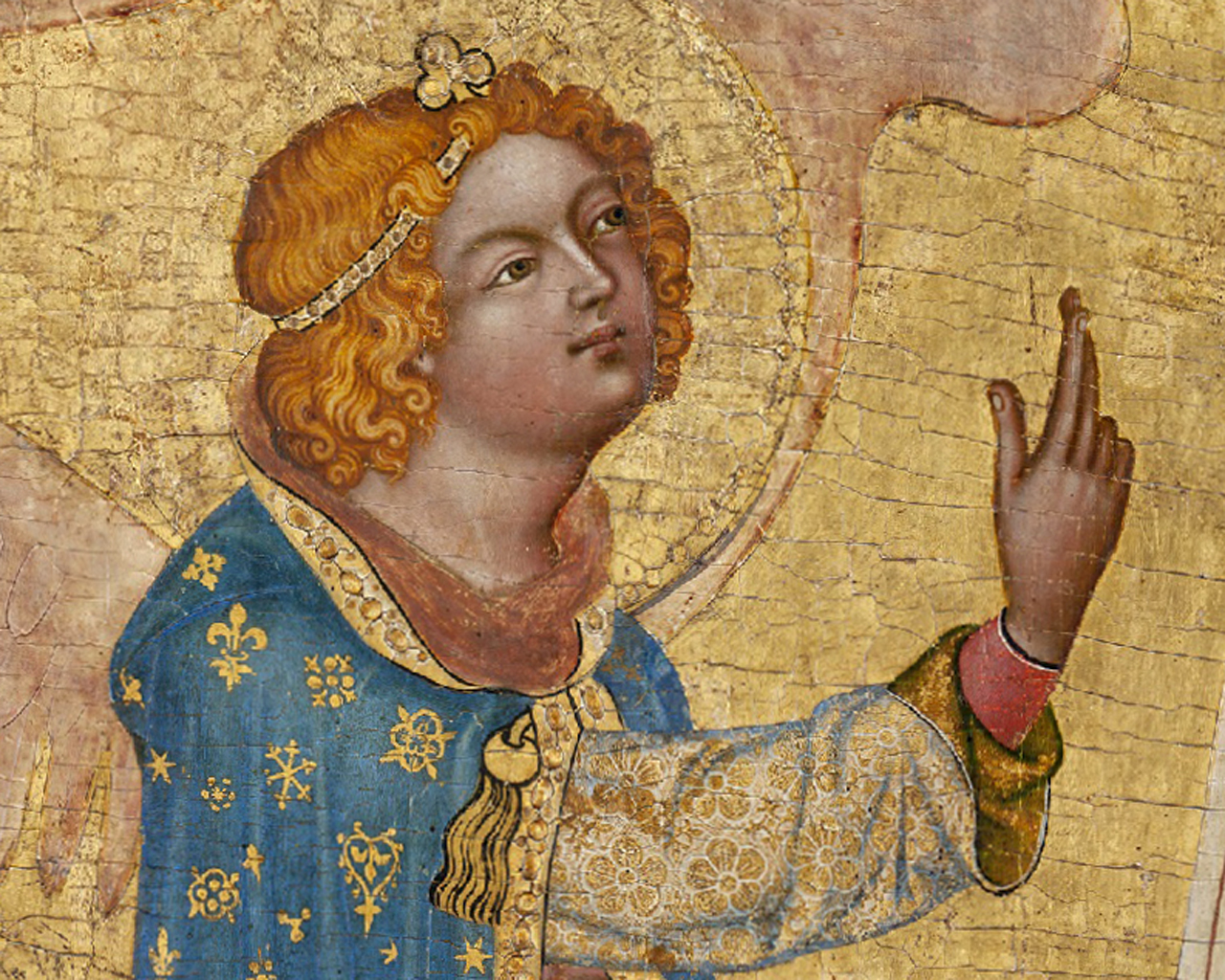
Zvěstování (detail)

Anděl zvěstování přichází k Marii, která rukou přidržuje otevřenou knihu. Nápisová páska nese text: Ave gracia plena d(omi)n(u)s tecu(m). Výjev provázejí obvyklé symboly – lilie a Mariino přidržení roušky (panenství), rozevřená kniha (oplodnění), pávi (nesmrtelnost a věčnost). Řada dalších symbolů nabízí různé interpretace (Bůh posílající nebeskou rosu nebo manu na poušť, truhlice s penězi). Marie na trůnu tak představuje Pannu Božího chrámu, ochraňující Archu úmluvy nebo Královnu nebes a trůn je zároveň její ložnicí. Věnec 9 hvězd její koruny se může týkat astrologického znázornění souhvězdí Panny. Méně zřejmý je motiv stromu s dvojitým kmínkem v levé části, který je odkazem na rajské stromy života a poznání či na dvojí inkarnaci Krista jako Boha i člověka.
Zvláštním světským rysem výjevu je bohatý oděv anděla, který působí spíše jako dvořan přinášející panovnické insignie (říšské jablko). Motiv lilie na modrém pozadí na jeho plášti pochází z Francie a odkazuje na heraldiku francouzských panovníků z rodu Valois. Marie je zpodobená nikoli jako prostá dívka, ale jako panovnice na trůnu s korunou na hlavě. Celý výjev tak může souviset i s korunovací Karla IV. a Blanky z Valois 2. září 1347 na českého krále a královnu na Pražském hradě.
- Narození Páně

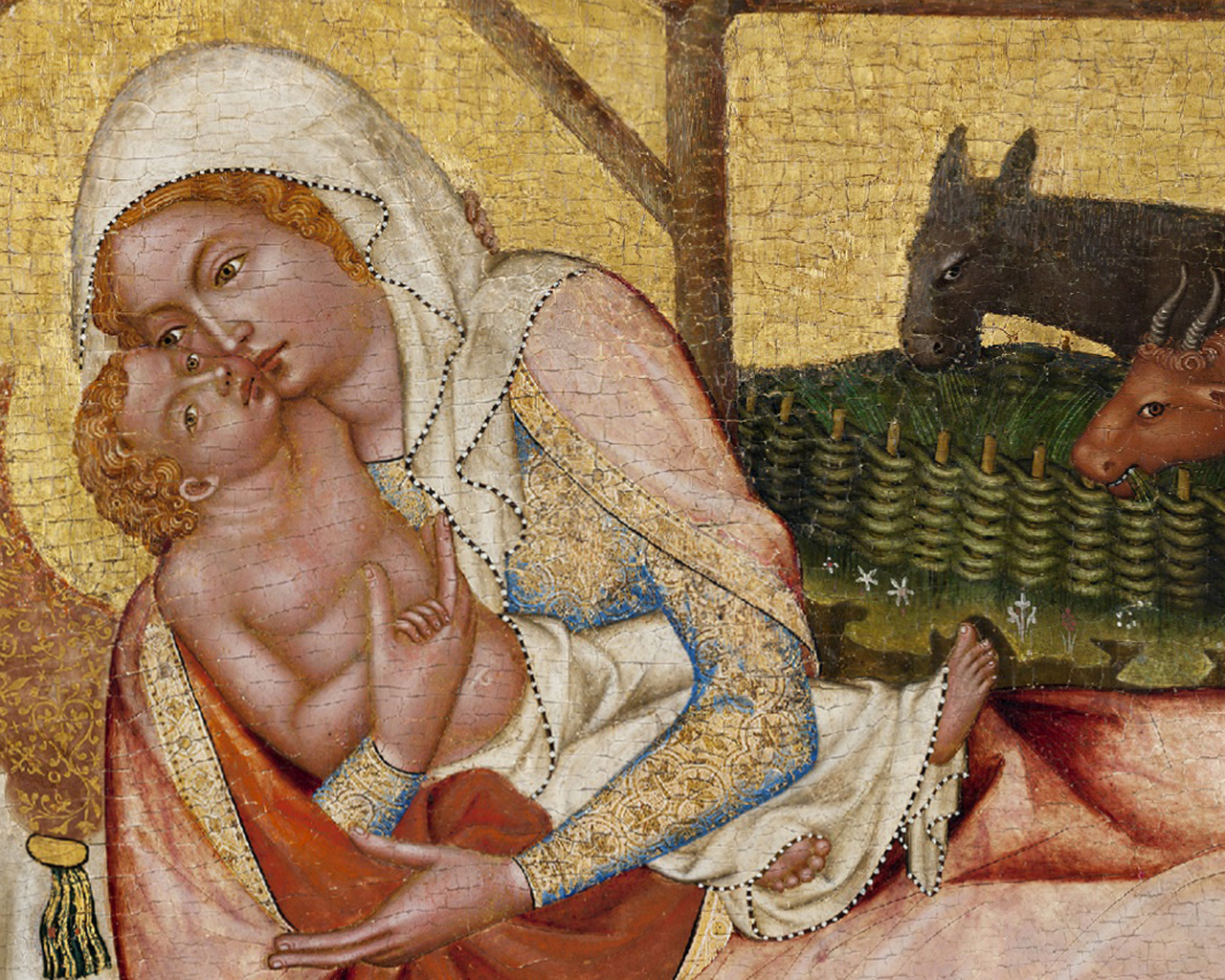
Narození Páně (detail)

Obraz spojuje tři výjevy. Ústřední scénu tvoří Marie s narozeným Ježíškem v prostém otevřeném přístřešku, doprovázená v pozadí obvyklými apokryfními zvířaty. V popředí připravuje Josef s porodní bábou lázeň (v apokryfech jmenovaná jako Salome) a v pozadí archanděl Gabriel oznamuje pastevcům radostnou zvěst (scéna Zvěstování pastýřům). Aktivní zapojení pěstouna Josefa do děje, resp. do aktivní péče o novorozeně, je v prvé polovině 14. století relativně méně obvyklé, ale objevuje se skromně již od 13. století; více pak od sklonku 4. století (vaření kaše, příprava koupele, šití a sušení plenky, příprava pokrmu pro Marii, krmení osla a volka...). Nepochází z literárních předloh a zrodilo se patrně ve světském měšťanském prostředí 14. století a recepci a reflexi zaznamenáme i v dobových „koledách“, které však podávají pěstouna Páně jako poněkud groteskní figurku. Zároveň od 14. a 15. století oficiální úcta k sv. Josefovi vzrostla. Ve všech scénách se prolíná množství drobných motivů, které mají původ v byzantském umění zprostředkovaném, resp. interpretovaném italskými mistry.

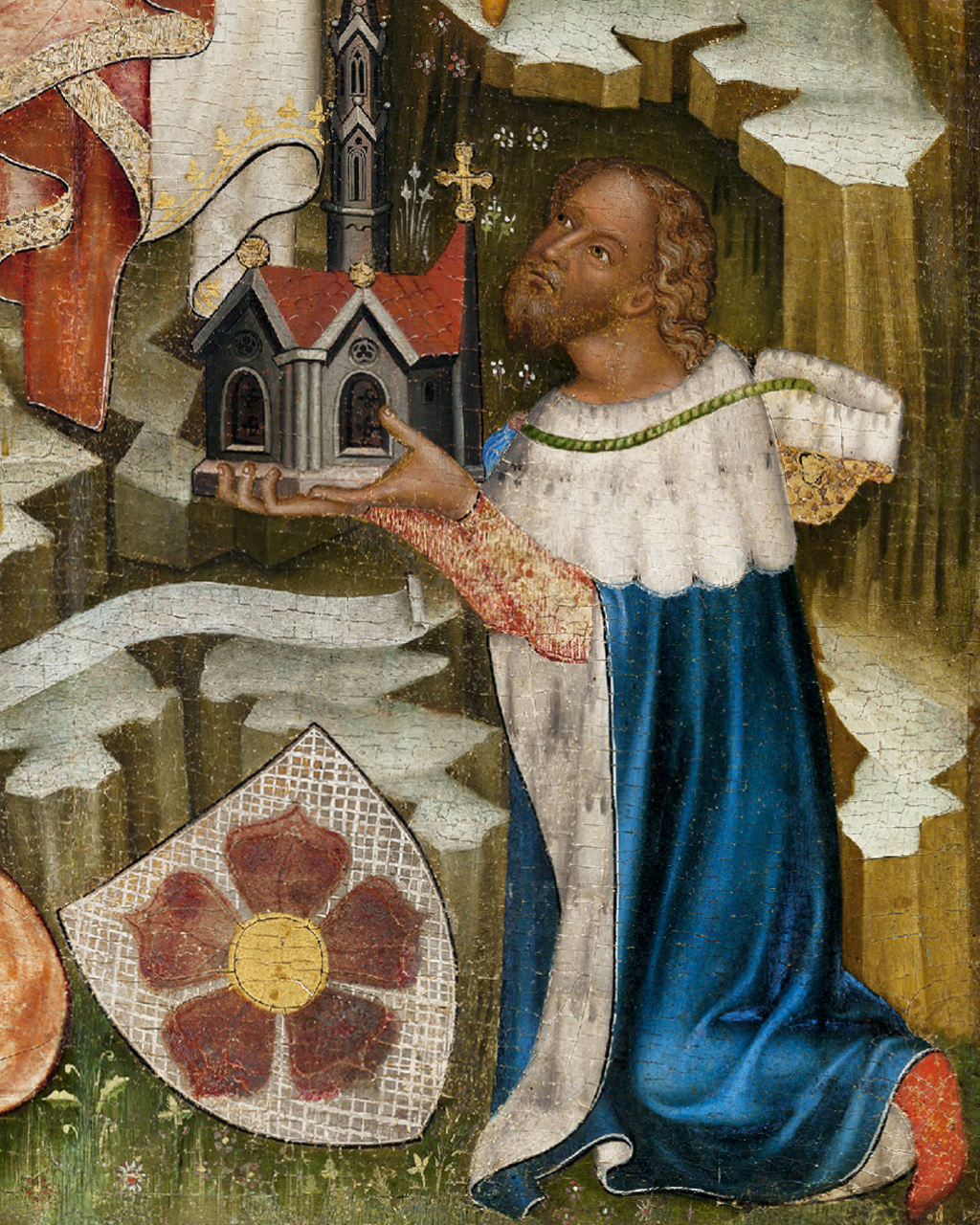
(postava donátora)

Marie leží na lůžku a líbá dítě na ústa způsobem, který je spojován s její mystickou rolí Kristovy nevěsty z Písně písní, kde je Marie zosobněním Církve. Nahota dítěte odkazuje na jeho lidství a souvisí se snahami o polidštění náboženského námětu, které šířil františkánský řád (minorité). Lůžko je pokryto nákladnou a drahou pokrývkou, která je symbolem Marie jako královny nebes.
V pravém dolním rohu klečí donátor, kterého erb s pětilistou růží jednoznačně určuje jako příslušníka rodu Rožmberků. V ruce třímá model kostela – s největší pravděpodobností klášterního chrámu ve Vyšším Brodě. Páska nad erbem nebyla nikdy popsána.
- Klanění Tří králů

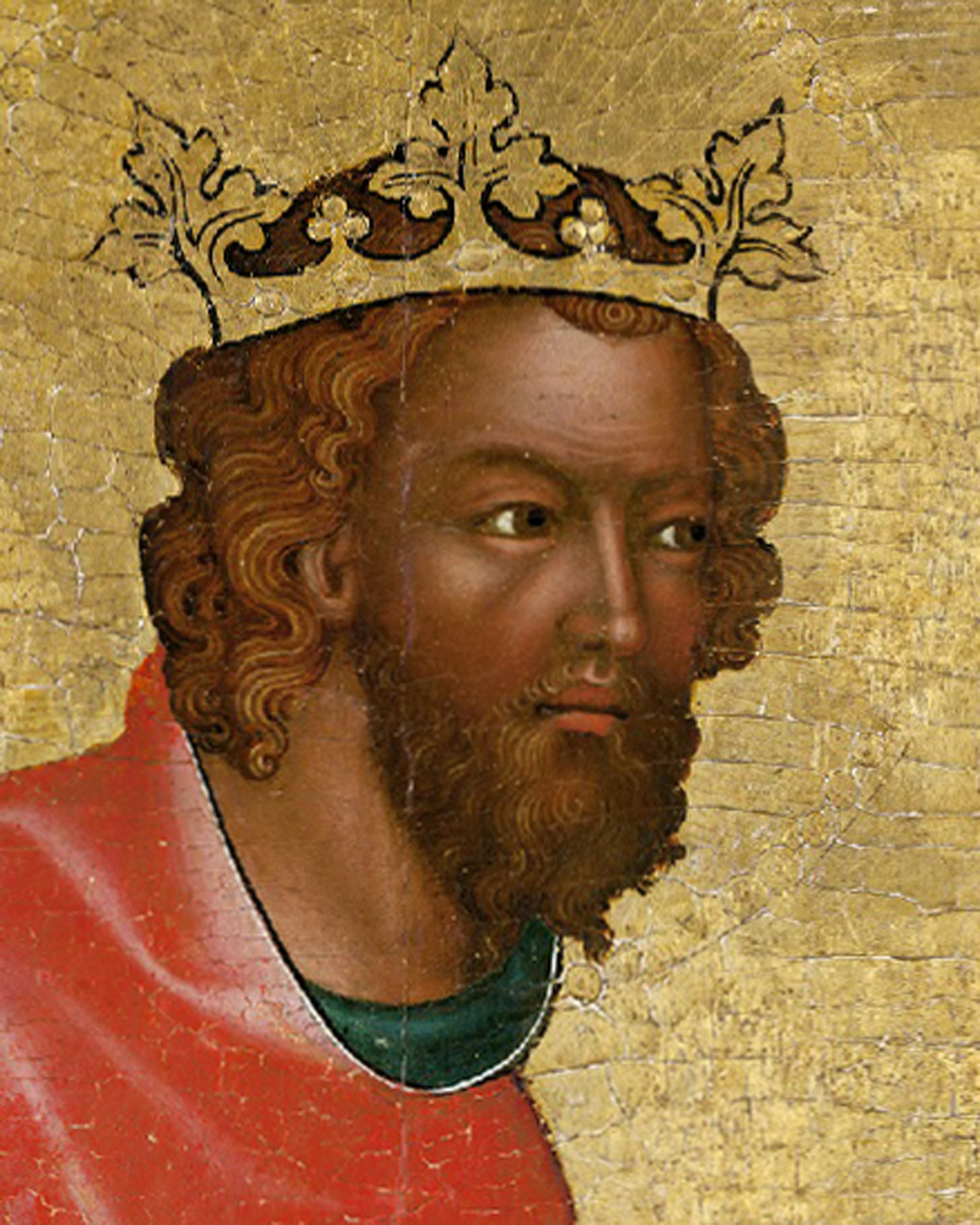
Klanění sv. tří králů (detail hlavy krále)

Scéna opakuje obdobnou kompozici s trůnem jako na obraze Zvěstování a obvyklé schéma, které se udržovalo ve 14. století a v němž králové či mudrci zastupují tři lidské věky a druhý král v mužném věku má někdy podobu vládnoucího panovníka. Teprve od 60. let 14. století (pravděpodobněji však od počátku 15. století,jelikož černý král na malbě v emauzském klášteře byl patrně dílem barokní přemalby) bývají králové častěji zobrazováni jako zástupci tří v té době známých kontinentů.
Marie zůstává i v tomto výjevu královnou sedící na trůnu. Motiv starce líbajícího ručku dítěte, mimo Francii do té doby vzácný, je vyjádřením duchovního spojení s Kristem a pochází ze spisu Meditationes Vitae Christi, který se v Čechách objevil za panování Karla IV.
Trůn je zobrazen v nedokonalé empirické perspektivě. Panna Maria, která zakrývá jeden ze sloupků baldachýnu, je symbolicky představena jako pilíř Církve.

### Střed
Střední obrazy se vztahují ke křesťanským Velikonočním svátkům a Kristově umučení a vzkříšení. Tomu odpovídají temnější barvy ve větších plochách a omezení zdobnosti.
- Kristus na hoře Olivetské

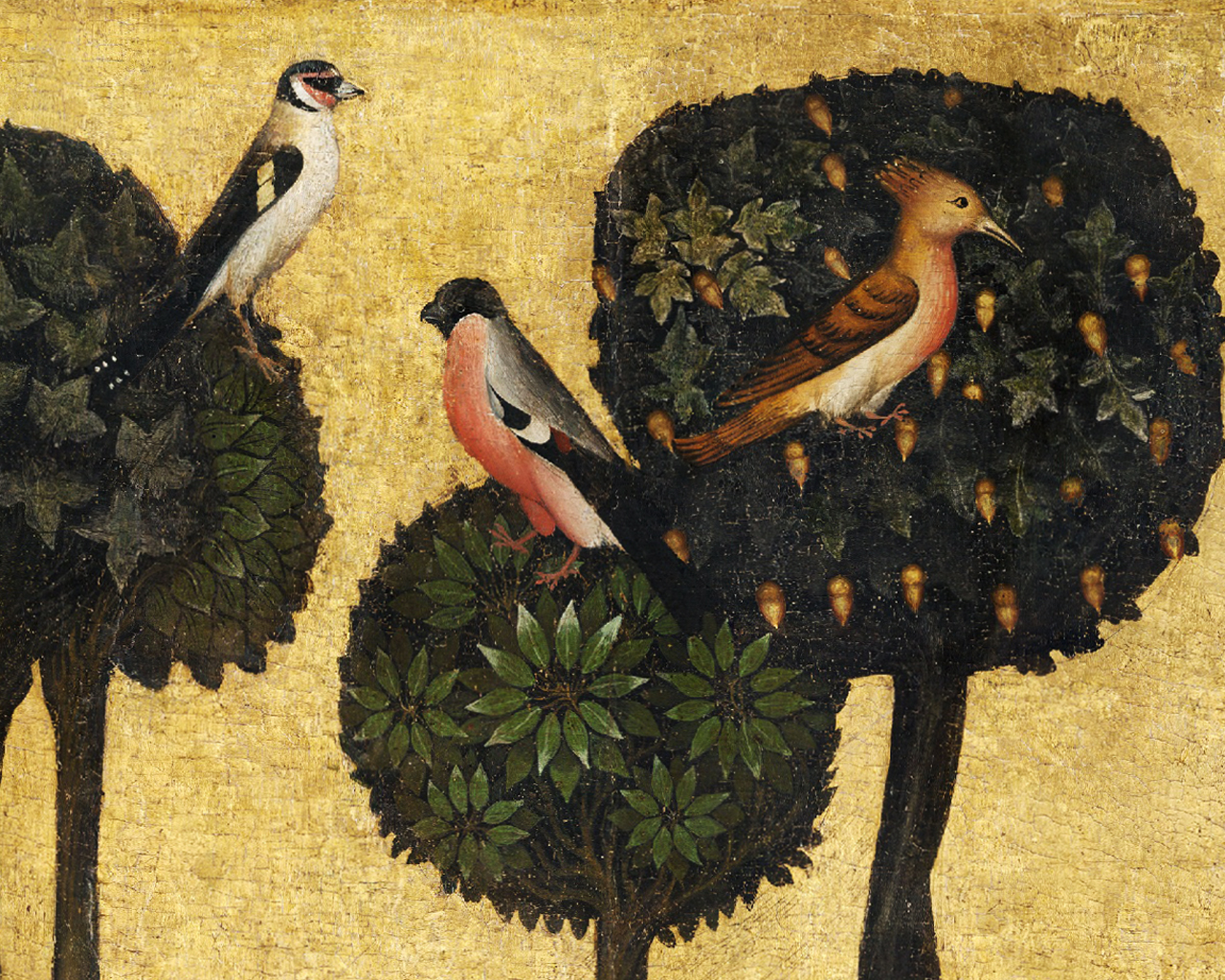
Kristus na hoře Olivetské (detail)

Hlavním kompozičním prvkem je diagonála horského svahu s rozpukanými skalisky a kvetoucí jarní vegetací. Obraz představuje tradiční ikonografické uspořádání s modlícím se Kristem a třemi spícími apoštoly: sv. Petrem, sv. Janem a sv. Jakubem. Tři věrně vyobrazení ptáci (stehlík, hýl a chocholouš či dudek) jsou patrně původem z anglické nebo francouzské knižní malby. Stehlík bývá spojován s Kristovým utrpením, protože se živí semeny bodláku a přeneseně symbolizuje Kristovu trnovou korunu. Hýl je ve středověké legendě spojován s Ukřižováním a jeho červená náprsenka s krůpějí Kristovy krve odkazuje k momentu, kdy hýl vytahoval zobáčkem hřeb z kříže. Chocholouš, staročesky trpělka, mohl být podle starší literatury spojován s Kristovým utrpením. 
- Ukřižování

Typ Ukřižování s jediným křížem a skupinou figur je běžný od 13. století. Některé motivy – umdlévající Marie, Maří Magdalena objímající kříž či letící andělé s kadidelnicí – pocházejí z italského prostředí. 

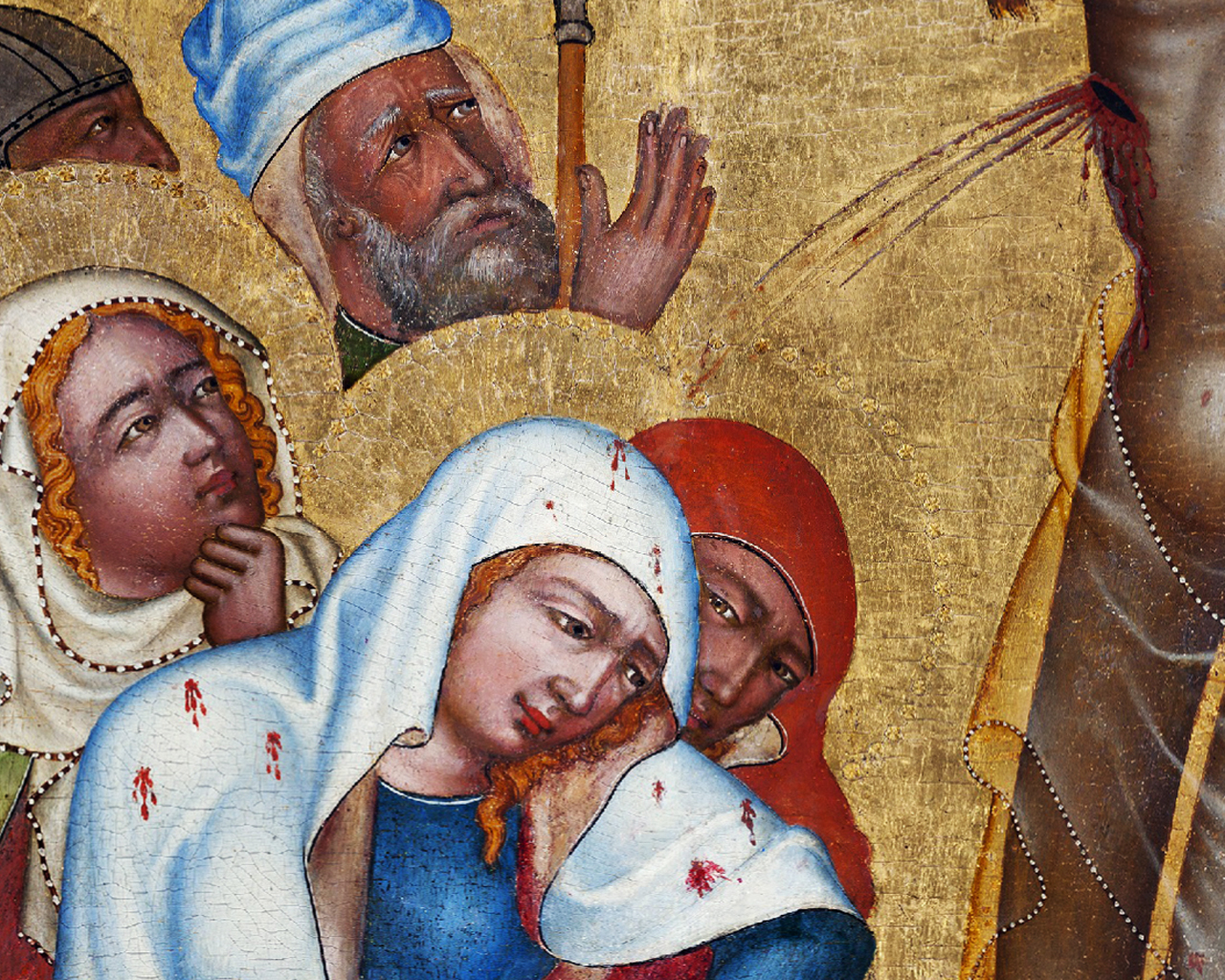
Ukřižování (detail)

Mezi postavami pod křížem jsou sv. Longin s kopím, Josef Arimatejský, snad i Nikodém a "dobrý" setník opírající se o štít zdobený lidskou tváří (tzv. gorgoneon). Ten se vyskytuje hlavně v českém prostředí od poloviny 14. století do poloviny století následujícího. Původně měl apotropaickou funkci a symbolicky může znamenat protiklad Krista a ďábla, slunce a měsíce nebo křesťanství a pohanství.
V díle Vyšebrodského mistra jsou zdůrazněny eucharistické motivy související s Kristovými ranami. Patří k nim Mariin bílý plášť potřísněný Kristovou krví i zázračné uzdravení slepého Longina krví z Kristova boku. Symbolika mohla být přímo ovlivněna dvorským prostředím Karla IV., který uchovával jako svaté ostatky část Mariina zkrvaveného roucha i hrot kopí sv. Longina.
- Oplakávání

V byzantské ikonografii následuje po Ukřižování obvykle scéna Snímání z kříže a Kladení do hrobu, ale Oplakávání, o kterém není zmínka v evangeliích, obvykle ve starších vyobrazeních chybí. Až do 14. století bylo Oplakávání součástí scény Kladení do hrobu a objevuje se teprve v Meditationes Vitae Christi a v Giottově fresce v kapli rodiny Scrovegni.

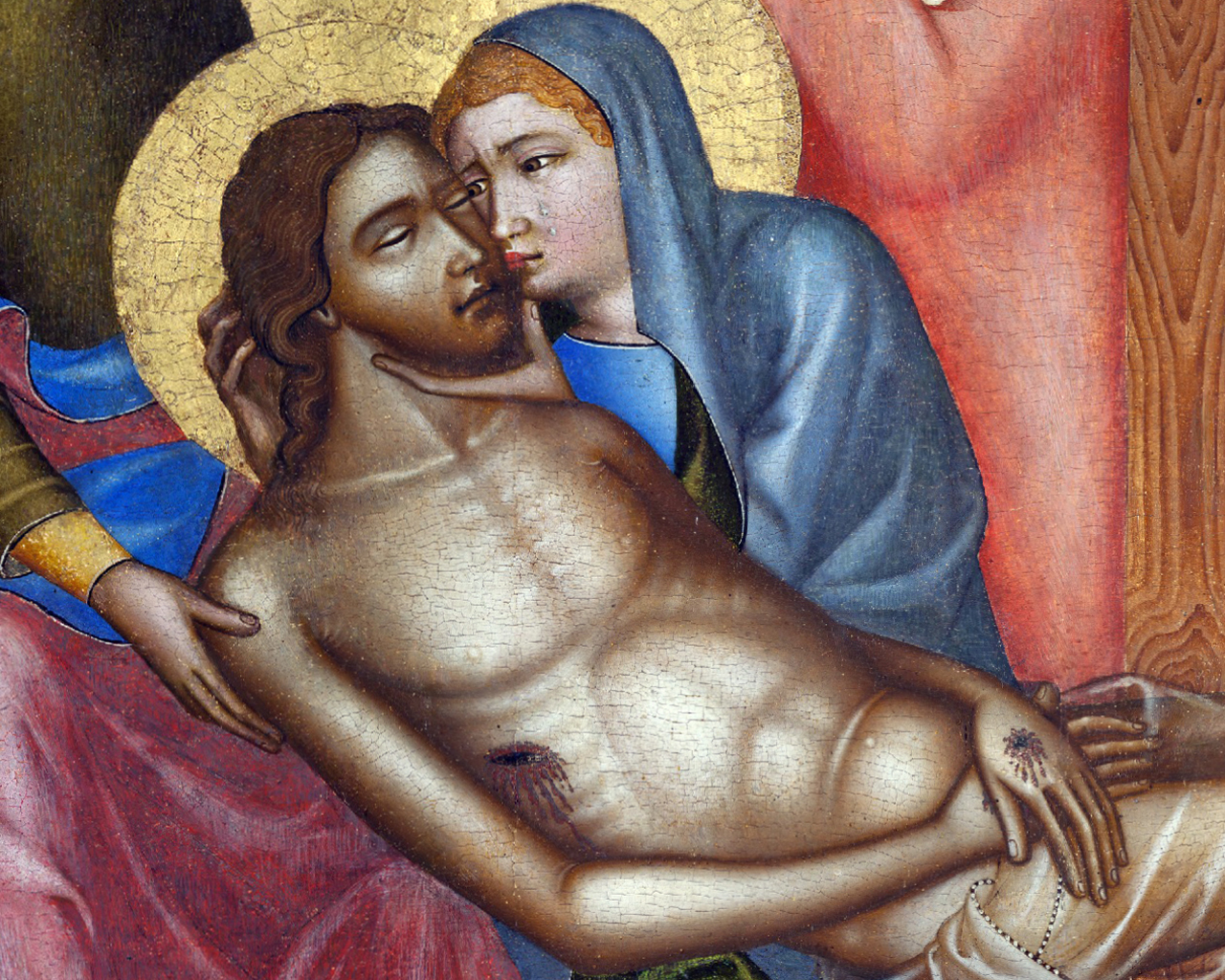
Oplakávání Krista (detail – pieta)

V obrazu, který odkazuje umístěním kříže ve středu kompozice na předchozí Ukřižování, je inovací Vyšebrodského mistra výrazné osamostatnění dvojice Marie a Krista na jejím klíně. Toto vyobrazení je předzvěstí celé řady raných tzv. vertikálních Piet a zřejmě inspirovalo také české gotické sochařství. Marie se chystá Krista políbit a je zde, jako Panna Marie Bolestná, opět matkou chovající na klíně své dítě. Ze starších tradičních vyobrazení pocházejí ostatní postavy – sv. Jan, sv. Maří Magdalena, dvě Marie – příbuzné Panny Marie (polorodé sestry Panny Marie: Marie Kleofášova, Marie Salome), Nikodém a dvojice andělů s kadidelnicí. Nechybí ani Josef z Arimathie.

### Horní řada
- Zmrtvýchvstání

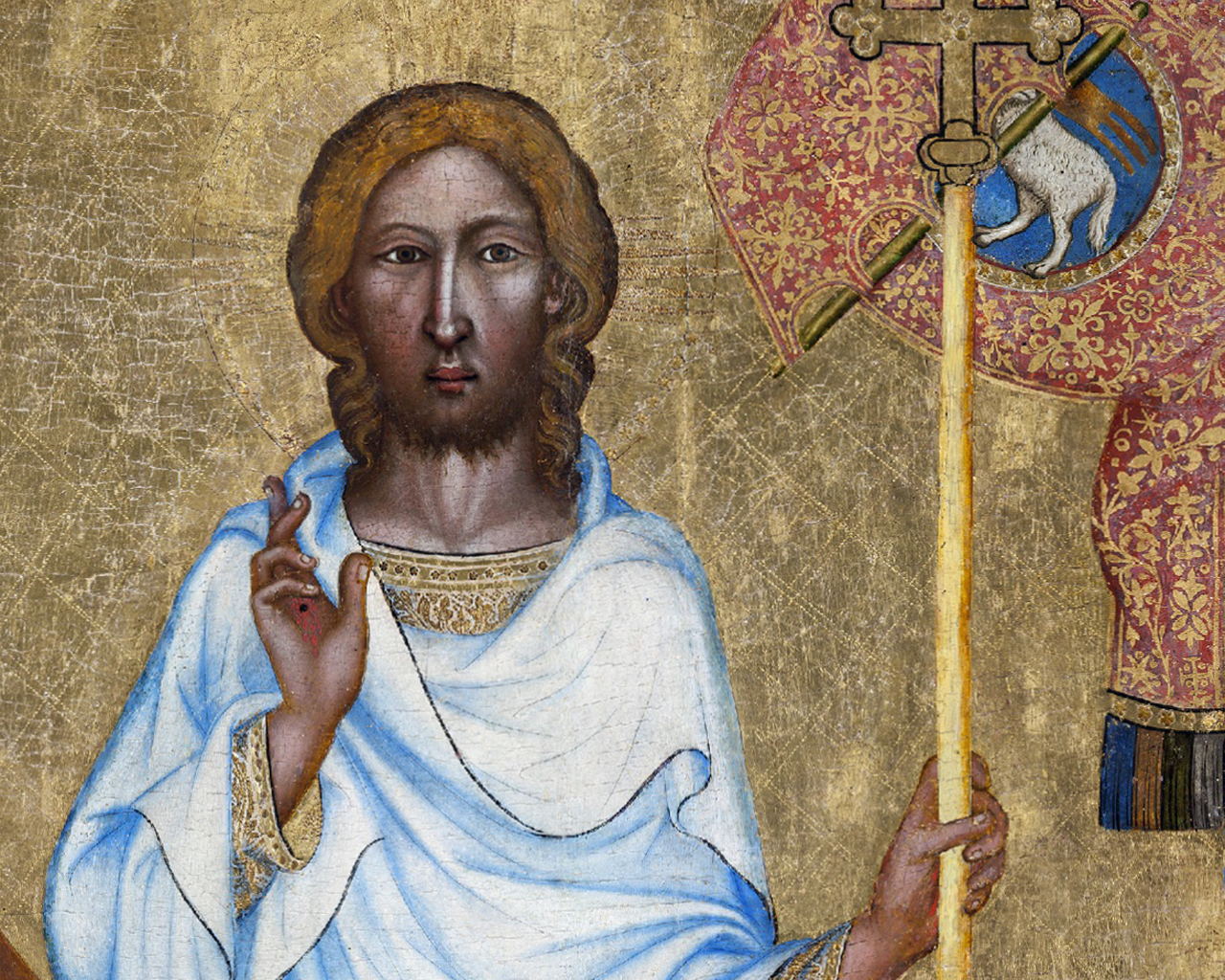
Zmrtvýchvstání Krista (detail)

Obraz spojuje dva děje – Zmrtvýchvstání Krista a Tři Marie u hrobu, které následují po sobě a jejich společné uvedení bylo ve starší malbě vzácné. Hlavním výjevem bylo zprvu Visitacio – zobrazení tří Marií u prázdného hrobu, kde se jim zjevil anděl a oznámil Kristovo vzkříšení (evangelia sv. Marka a sv. Matouše). Zmrtvýchvstání Krista je nejvýznamnějším křesťanským svátkem, ale samotný výjev evangelia nezmiňují. Teprve od 12.–13. století je Kristus zobrazován vystupující ze sarkofágu, později stojící na zavřeném sarkofágu, spolu s překvapenými vojáky, kteří hrob hlídají.
Zázračné a svědkům neviditelné Zmrtvýchvstání je dominantní scénou, zdůrazněnou větším měřítkem figury Krista. Je pojato jako triumf nad smrtí a symbolem je korouhev Kristova, kde žerď upomíná na dřevo kříže a praporec s obrazem beránka Kristovu oběť. Kompozice obrazu, přestože užívá obvyklé zlacené pozadí, má prostorovou hloubku.
Poslední dva obrazy se vztahují k příběhům o Nanebevstoupení Krista a seslání Ducha svatého, které křesťané slaví jako Letnice. Tajemné a nadpřirozené dění provází jasnější a kontrastnější barevnost.
- Nanebevstoupení

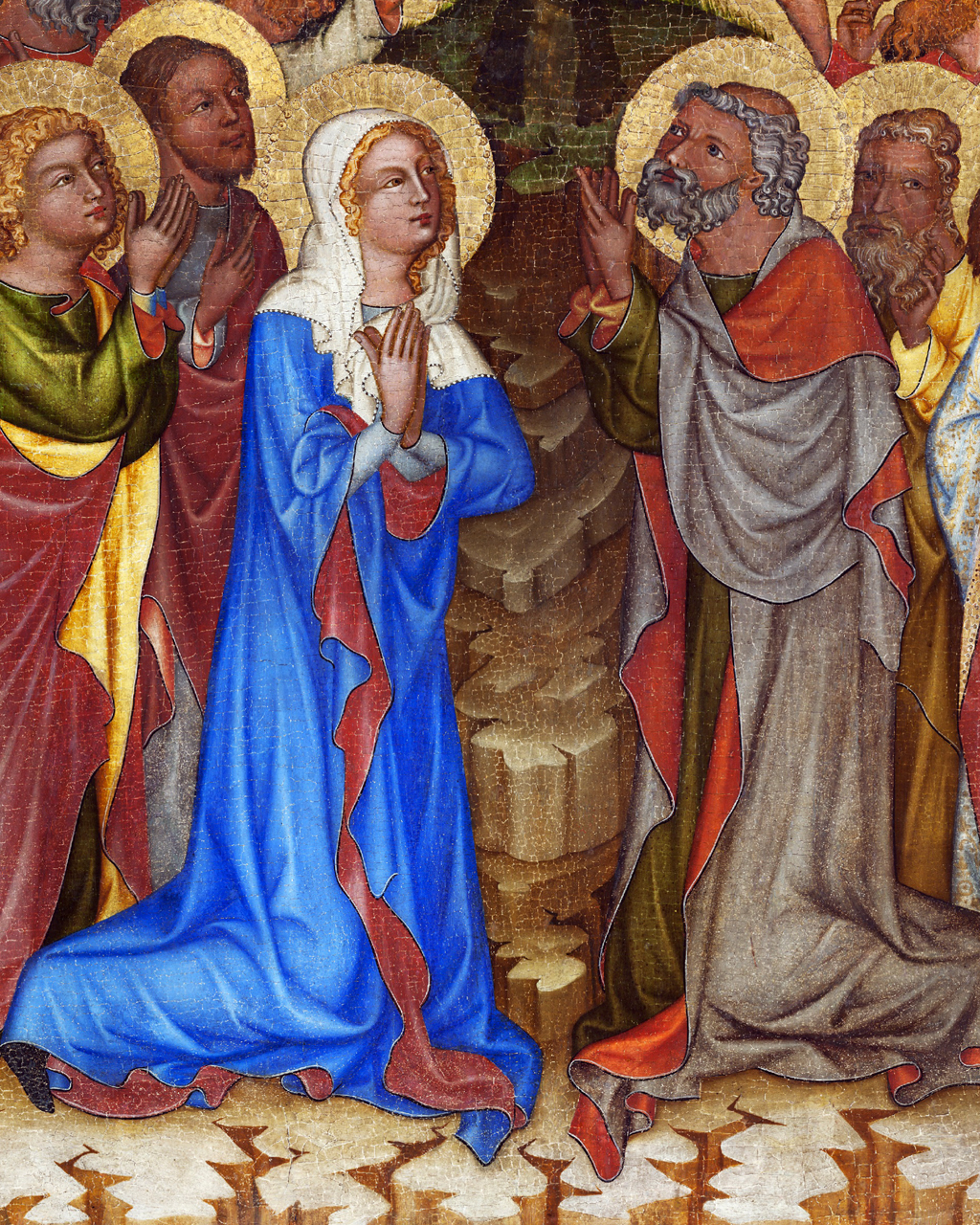
Nanebevstoupení (detail P. Marie)

Nanebevstoupení Páně je jedním z ústředních dogmat křesťanství (Skutky apoštolů) a slaví se deset dní před svátkem Letnic. Následovalo 40. den po jeho Zmrtvýchvstání, kdy se postupně zjevil Máří Magdaleně a naposled také apoštolům, než ho Bůh vzal do nebe. Ve starších vyobrazeních je tato scéna znázorněna Kristem v mandorle nesené anděly. Zde je malíř pojal konvenčně a zachytil pouze nohy Krista vznášejícího se vzhůru na oblaku. V symetrické kompozici je v pozadí zelená krajina se stopami Kristových nohou. Apoštolové, jejichž postavy malíř odlišil gesty rukou, jsou většinou staří muži.
- Seslání Ducha svatého

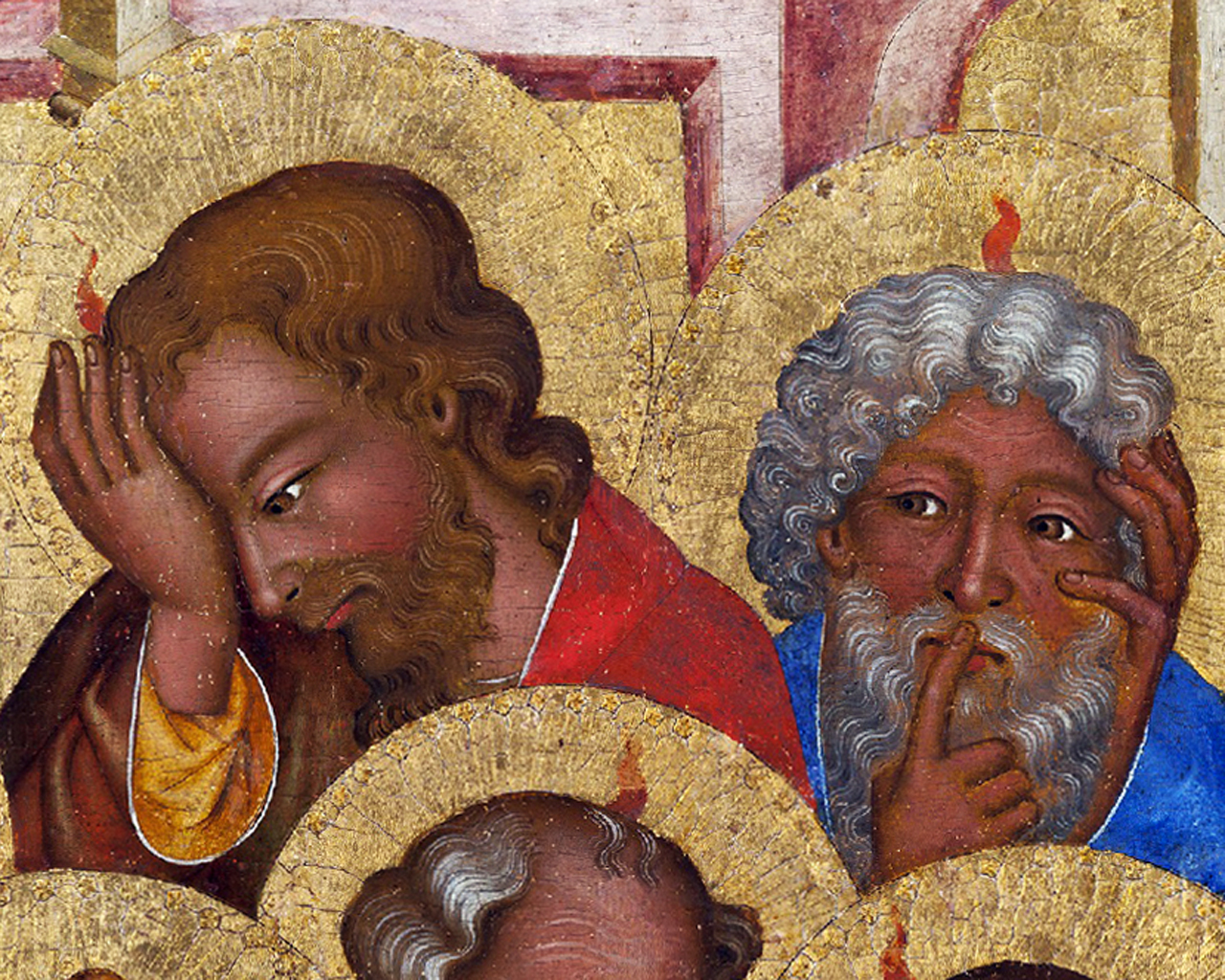
Seslání Ducha sv. (detail 2)

Ve středu zobrazené scény, kde byli v byzantském malířství obvykle sv. Petr a sv. Pavel, sedí Panna Maria s otevřenou knihou. Dvanáct apoštolů na které sestoupil Duch sv. v podobě ohnivých jazyků, bylo obdarováno schopností ovládat jazyky všech národů aby mohli šířit evangelium. Motiv apoštola, který si klade prst na ústa jako symbol mlčení, je převzat z italského umění, kde značí alegorii poslušnosti nebo trpělivosti.

### Podíl malíře a jeho spolupracovníků
Hlavní autor celého cyklu, Mistr vyšebrodského oltáře, má dobře čitelný malířský styl. Je autorem Zvěstování, Narození, Klanění, Olivetské hory a Zmrtvýchvstání. Jeho postavy jsou hmotné, stojí pevně na zemi a jejich pohyb nebo póza jsou věrohodně znázorněny. Modelace drapérie sleduje objem i tělesné proporce, mechaniku a polohu těla. Také nahé tělo dítěte respektuje základní tělesné proporce. 
Gesta figur jsou uměřená a odůvodněná dějovou situací. Jejich tváře mají fysiognomické rysy, které je navzájem dobře odlišují.
Kromě hlavního mistra se na tvorbě celého cyklu podíleli pravděpodobně tři další malíři – mladší a schopný spolupracovník, schopný ale stylově nejednotný tvůrce desky Seslání Ducha svatého. Malířsky nejslabším dílem cyklu je Nanebevstoupení, které se ale vyznačuje některými pokročilými rysy, např. větší individualizací tváří. Desky byly poznamenány přemalbami a byly opakovaně restaurovány, naposled v letech 1993–2007.

## Ikonografie a zařazení
Obrazy Vyšebrodského mistra jsou syntézou italizujícího slohu se silnými rysy byzantskými, který do Čech pronikal zejména z oblasti Benátek, a západoevropského gotického kresebného stylu původem z Francie. Starší díla, která mohla malíře inspirovat, zahrnují knižní iluminace (Jean Pucelle, boloňští iluminátoři působící v St. Florian), nástěnné malby (chór dómu v Kolíně nad Rýnem), deskové malířství (Mistr Klosterneuburského oltáře) nebo sochařství (Mistr Michelské madony). Některá díla vytvořená jinými umělci (Antependium z Königsfelden, Kaufmannovo Ukřižování) mají natolik shodné motivy, že lze uvažovat o užití stejných předloh.
Ikonografická koncepce, která ve skupinách scén zachycuje nejdůležitější okamžiky Kristova života, vychází z cyklů předních malířů italského trecenta – Giotta a Duccia. Stylizovaný krystalický terén znázorňující skaliska je typický pro 40. léta 14. století. Italské vlivy se projevují zejména v technice malby, ústupem kresebnosti a větší plasticitou figur, dekorativními vzory, typikou hlav a vyspělejším znázorněním krajiny a architektur. Nápadná je zejména příbuznost malby Vyšebrodského mistra s uměleckým a duchovním klimatem Benátek, reprezentovaným jeho současníkem Paolem Venezianem.

### Vliv na české a evropské umění
Některé motivy z Vyšebrodského cyklu převzala bezprostředně česká knižní malba, zejména Velislavova bible (před r. 1349) a Legenda sv. Hedviky, Liber viaticus Jana ze Středy (1350–1364) a Misál Jana ze Středy. V deskové malbě na něj navazuje malíř Morganových desek a v širším okruhu oltář na hradě Tirol, vestfálský Mistr Bertram (Grabowský oltář), tvůrce Toruňského oltáře a oltáře z Erfurtu. Motiv zkrvaveného Mariina pláště je vázán téměř výhradně na české prostředí a objevuje se u Mistra Třeboňského oltáře, Mistra Rajhradského oltáře a přetrvává do poloviny 15. století.

### Související díla
Z dílny Mistra vyšebrodského oltáře a jeho následovníků pocházejí některé menší deskové obrazy, včetně devoční drobné malby Trůnící Madony s dítětem, získané roku 2019 v aukci Metropolitním muzeem v New Yorku za 6.2 milionu € (přibližně 158 milionů Kč). a z okruhu jeho dílny také Kladská madona.
- Trůnící Madona z Dijonu[28][29]
- po 1345 Madona z Veveří, Národní galerie v Praze
- po 1350 Bolestný Kristus mezi Marií a sv. ženou (renesanční kopie ztraceného díla), Národní galerie v Praze
- před 1360 Římská madona, Národní galerie v Praze
- před 1360 Diptych s Madonou a Bolestným Kristem, Staatliche Kunsthalle, Karlsruhe[30]
- kolem 1350 Madona strahovská (spolupracovník), Národní galerie v Praze[31]
- po 1355 Madona vyšehradská (spolupracovník), Národní galerie v Praze
- 1343–44 Kladská madona (spolupracovník), Gemäldegalerie Berlin[32]
- kolem 1380 Annunciation, Cleveland Museum of Art[33]

## Historie díla
Přestože se z období vlády Jana Lucemburského (1296-1346) zachovalo jen málo uměleckých děl (Pasionál abatyše Kunigundy, 1312-1321, Kaufmannovo Ukřižování, po 1330), je zřejmé, že v Praze existovalo již tehdy významné centrum, kde se mísily vlivy francouzské a italské malby. Další významní umělci (Mistr Theodorik, Mistr Lucemburského rodokmene) byli pověření výzdobou hradu Karlštejn. Oltář byl pravděpodobně zhotoven pro Svatovítskou katedrálu a korunovaci Karla IV, spíše než pro klášter cisterciáků ve Vyšším Brodě. Donátorem byl nejspíše nejvyšší královský komoří, nejvyšší sudí a vykonavatel závěti Jana Lucemburského, Petr I. z Rožmberka. Osobním důvodem donátora mohla být přímluva za spásu duše syna, který zahynul po boku Jana Lucemburského v bitvě u Kresčaku. Petr z Rožmberka podporoval klášter ve vyšším Brodě od roku 1332. Před svou smrtí († 14. října 1347) přijal cisterciácké roucho a byl v klášteře pochován. Celý oltář patrně nechal dohotovit jeho syn a dědic ve funkci královského komořího Jošt z Rožmberka. Obrazy vznikly v pražské dvorské dílně.
Před blížící se válkou byl roku 1938 oltář převeden do Obrazárny (do Sbírky starého umění pozdější Národní galerie), ale za války byl uloupen nacisty a skladován s dalšími díly ve vyšebrodském klášteře. Hitler jej hodlal umístit do plánovaného říšského muzea v hornorakouském Linci. Koncem války oltář objevila americká armáda v solném dole v Bad-Aussee v Rakousku spolu s dalšími uměleckými díly. Byl odvezen do Mnichova a roku 1947 byl navrácen do Národní galerie. V roce 2014 byl v restituci navrácen cisterciáckému opatství ve Vyšším Brodě a je do Národní galerie dlouhodobě zapůjčen.